# Mikkel Birkegaard
Mikkel Birkegaard (født 9. december 1968 i Randers) er en dansk forfatter, der debuterede i 2007 med romanen Libri di Luca.

## Eksterne links
- Mikkel Birkegaard på Bibliografi.dk